# Henry Lippitt
Henry Lippitt, född 9 oktober 1818 i Providence i Rhode Island, död 5 juni 1891, var en amerikansk politiker och guvernör i Rhode Island från 1875 till 1877.

## Familj
Lippitt var son till Warren Lippitt och Eliza (Seamans) Lippitt, gift med Mary Ann Balch. Han var far till Charles Warren Lippitt, som också blev Rhode Islands guvernör, och även far till Henry F. Lippitt, en amerikansk senator från Rhode Island.. Hans ättlingar i rakt nedstigande led var John Chafee, ännu en guvernör i Rhode Island, amerikansk senator och amerikansk marinminister, och dennes son Lincoln Chafee, som också blev amerikansk senator.
Governor Henry Lippitt House ligger i Providence. Det byggdes klart 1865 och utnämndes till historiskt minnesmärke 1976. År 1981 donerades det av familjen Lippitt till Preserve Rhode Island.

## Guvernör
Lippitt var medlem av Republikanerna. Han efterträdde partikamraten Henry Howard som guvernör i Rhode Island den 25 maj 1875. Han var guvernör i två år och efterträddes sedan av ännu en republikan, Charles C. Van Zandt, den 29 maj 1877.